# Classe Steregushchiy
A classe Steregushchiy (em russo:  Стерегущий), designação russa Projeto 20380, é uma classe de corvetas em construção para a Marinha Russa. Projetadas pelo Almaz Central Marine Design Bureau, as embarcações subsequentes foram construídas com um design melhorado (Projeto 20381), incorporando o sistema Zaslon-Redut SAM. É designado como fragata pela OTAN, por ter deslocamento e as dimensões grandes para uma corveta.  A classe Steregushchiy foi desenvolvida na Gremyashchiy (Projeto 20385) e nas subclasses do Projeto 20386. A variante de exportação é conhecida como Projeto 20382 Tigr.

## História
Os navios da classe Steregushchiy foram projetadas para substituir a classe Grisha. Esses navios são usados para operações na zona litorânea, combate a submarinos e navios de superfície inimigos e apoio em operações de desembarque. O primeiro lote foi construído no estaleiro Severnaya Verf, em São Petersburgo, consiste em quatro embacações. Uma segunda linha de construção foi iniciada em Komsomolsk-on-Amur. O navio líder deste segundo lote foi denominado Sovershennyy (530). 
A Marinha Russa anunciou que espera comprar pelo menos 30 destes navios, para todas as quatro frotas principais.
O primeiro navio foi comissionado em 14 de novembro de 2007.
Em agosto de 2020, foi realizado um pedido adicional de oito corvetas do projeto 20380 (e mais duas do projeto 20385). Alguns dos navios podem ser  construídos no Estaleiro Amur e destinados à Frota do Pacífico, enquanto outros podem ser construídos em Severnaya Verf. Em novembro de 2020, a distribuição entre os estaleiros das dez novas corvetas ainda não havia sido decidida. Em dezembro foi anunciado que o Estaleiro Amur construiria seis novas corvetas (duas Projeto 20380 e quatro Projeto 20385) para a Frota do Pacífico com entrada em serviço projetada entre 2024 e 2028. A construção deveria começar em 2021.

## Projeto
Os navios possuem casco de aço e superestrutura de material compósito, com proa bulbosa e nove subdivisões estanques. Eles têm uma ponte combinada e um centro de comando, além de provisão de espaço e peso para oito mísseis SS-N-25. A tecnologia stealth foi utilizada durante a construção das corvetas, assim como 21 patentes e 14 novos programas de computador. A mais nova redução de campo físico soluções também foi aplicada. Como resultado, os projetistas reduziram significativamente a assinatura do radar do navio graças à arquitetura do casco e à fibra de vidro absorvente de radar resistente ao fogo aplicada no projeto do tophamper.
O Kashtan CIWS no primeiro navio foi substituído nas embarcações seguintes por doze células Redut VLS contendo SAMs de médio alcance 9M96E do sistema S-400. SS-N-27 (mísseis do tipo Kalibr) serão instalados em uma versão doméstica maior, Projeto 20385. Para a guerra anti-submarina as corvetas estão equipadas com dois lançadores de 4 tubos do sistema Paket-NK ASW. 
A versão de exportação é conhecida como Projeto 20382 Tigr, carrega oito mísseis anti-navio supersônicos SS-N-26 (P-800 Oniks) ou dezesseis SS-N-25 'Switchblade' subsônicos (Kh-35E Uran). Os navios também usam dois lançadores de tubo duplo para torpedos pesados de 533 mm em vez dos Paket-NK usado na versão doméstica. O canhão A-190E 100 mm usado pela primeira vez nas Talwar é controlado por um sistema 5P-10E que pode rastrear quatro alvos simultaneamente. A proteção contra ataques aéreos é feita pelo Kashtan CIWS e pelo SAM SA-N-10 'Grouse' (9K38 Igla).
A partir da corveta Aldar Tsydenzhapov (339), os navios recém-construídos receberam um mastro sensor atualizado contendo o sistema de radar Zaslon sendo instalado pela primeira vez na corveta Gremyashchiy (337) do Projeto 20385.

## Exportar
Em 2007, a Marinha da Indonésia fez um acordo inicial (aguardando um contrato completo) para quatro navios deste tipo para substituir as suas envelhecidas corvetas Fatahillah, construídas na Holanda. O primeiro seria construído na Espanha e equipado em São Petersburgo, deixando aberta a opção do envolvimento da Indonésia na construção dos navios restantes. Porém este acordo parece ter sido cancelado; em 2011, a Indonésia assinou um acordo para duas corvetas da classe Ada da Turquia. A Rosoboronexport notificou Singapura e os Emirados Árabes Unidos sobre o navio.
Até o presente momento, o único contrato de exportação desse navio foi) firmado com a Marinha da Argélia. Duas unidades foram contratadas., foi assinado no 5º Salão Internacional de Defesa Marítima em São Petersburgo em julho de 2011, quando a Argélia encomendou dois navios. O custo foi estimado em US$ 120–150 milhões por embarcação. O primeiro deveria ser entregue à Marinha da Argélia em 2014 e o segundo em 2015, mas mais de cinco anos depois, o IISS Military Balance 2020 não listou nenhum desses navios em serviço na Marinha da Argélia.
No dia 27 de junho de 2017 a agência de notícias russa Tass informou que autoridades navais brasileiras manifestaram interesse no projeto de corvetas russas classe Steregushchiy, conhecida como Project 20382  (classe Tiger). A delegação teria visitado o estaleiro naval de Severnaya Verf em São Petersburgo a convite da agência russa de exportação de material militar Rosoboronexport. O interesse brasileiro seria pela construção de alguns exemplares no Brasil.
No mesmo dia a Marinha do Brasil emitiu a nota de esclarecimento, onde cita apenas uma visita feita à um estaleiro russo para ver o modelo que possui similaridades com o projeto da Corveta Tamandaré.

## Histórico operacional
- Steregushchiy (530) iniciou testes no mar em novembro de 2006 e foi comissionado na Frota do Báltico em 14 de novembro de 2007.
- Soobrazitelnyy (531), o segundo navio da classe, foi lançado em 31 de março de 2010 e estava previsto para iniciar os testes de mar em novembro/dezembro de 2010. O navio foi comissionado em outubro de 2011.[23]
- Boikiy (532) foi comissionado em maio de 2013.[24]
- Stoikiy (545) foi comissionado em maio de 2014. A cerimônia de hasteamento da bandeira foi realizada em 27 de julho de 2014.[25]
- Sovershennyy (333) foi lançado em 2015 e juntou-se à Frota do Pacífico no final de julho de 2017.
- Gromkiy (335) foi comissionado em dezembro de 2018.[26]
- Geroy Rossiyskoy Federatsii Aldar Tsydenzhapov (339) foi comissionado em dezembro de 2020.[27]
- Merkury (735) foi comissionado em maio de 2023.[28]
- Rezky (343) foi comissionado em setembro de 2023.[29]

### 2017
Em 14 de outubro de 2017, as corvetas Soobrazitelnyy (531), Boikiy (532) e o petroleiro Kola participaram de uma missão no Mar Mediterrâneo e no Mar Vermelho. Os navios retornaram ao seu porto de origem no dia 14 de janeiro de 2018 e foram recebidos pelo comandante da Frota do Báltico, vice-almirante Aleksandr Nosatov.

### 2020

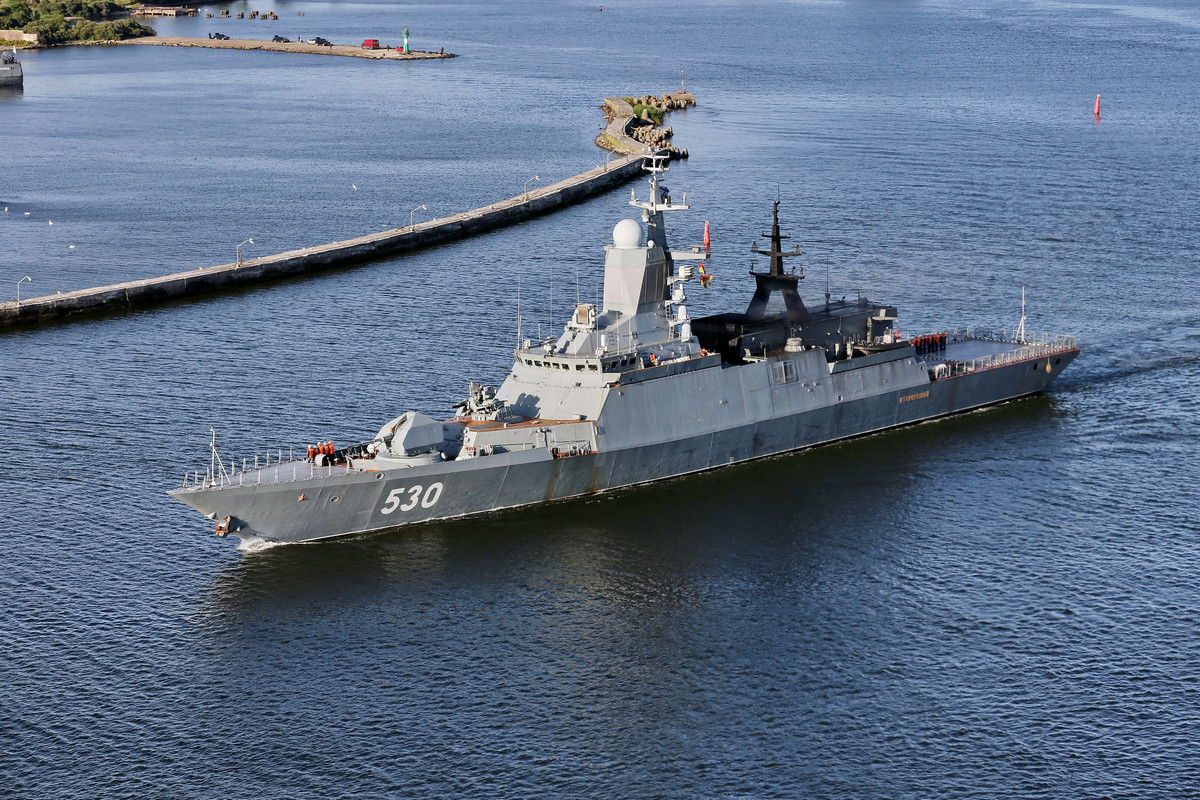
Steregushchiy (530) em 2018

As primeiras seis corvetas participaram de um exercício da Marinha Russa em março-abril de 2020. O exercício foi realizado como uma resposta à maior simulação da OTAN pós-Guerra Fria de desembarque anfíbio no Europa Defender 2020.
O exercício russo teve inicio com a corveta Stoikiy (545) e o navio de desembarque de tanques (LST) Korolyov foram enviados ao Mar do Norte. No final de março, as três corvetas restantes também foram implantadas. Boikiy (532) estava ativa no sul do Mar do Norte, juntamente com os LSTs Minsk e Kaliningrado, enquanto a Steregushchiy (530) e a Soobrazitelnyy (531) estavam ativas no centro do Mar do Norte. Os navios auxiliares presentes incluíam o rebocador Nikolay Chiker, os petroleiros Kola e Akademik Pashin, e o navio para fins especiais Yantar com a implantação do Yaroslav Mudry no Oceano Índico, significou que todos os principais navios ativos da Frota do Báltico estavam em operação ao mesmo tempo, sendo um marco na época e pode ser comparado apenas com o exercício Ocean Shield 2019, onde dois LSTs, três corvetas e uma fragata estavam ativos no Mar Báltico. Ao mesmo tempo, porém, as fragatas Almirante Grigorovich, Almirante Essen e Almirante Makarov da Frota do Mar Negro também estavam ativas. No dia 26 de março, a força russa com duas fragatas da Frota do Mar Negro, três corvetas e dois LSTs da Frota do Báltico foram rastreadas por um forte esquadrão da Marinha Real de nove navios.
Na Frota do Pacífico, Sovershennyy (333) e Gromkiy (335)  realizaram um exercício junto com o cruzador Varyag, os destróieres Bystryy, o Almirante Tributs, o Almirante Panteleyev, o navio rastreador Marechal Krylov e os quebra-gelos Sadko, Ivan Susanin, bem como o quebra-gelo civil Kapitan Khlebnikov.
A segunda fase do exercício teve inicio em 8 de abril, quando a Steregushchiy (530), Soobrazitelnyy (531) e Stoikiy (545) foram novamente destacadas para o Mar Báltico. Um dia antes, a fragata Almirante Kasatonov, o submarino Sankt Peterburg e o rebocador Pamir da Frota do Norte também estavam no Mar da Noruega a caminho do Mar Báltico.
Na Frota do Pacífico participaram de um exércicio um LST e seis corvetas anti-navio.  Na Frota do Norte incluíam duas corvetas anti-navio, três anti-submarinas e supostamente seis submarinos nucleares. A Frota do Báltico realizou mais três exercícios envolvendo dois LSTs, seis corvetas anti-navio, duas corvetas anti-submarinas, bem como outros navios. A corveta Boikiy (532) foi enviada para o Canal da Mancha com o navio-tanque Akademik Pashin em 30 de abril.
Durante novembro e dezembro de 2020, as corvetas Steregushchiy (530), Boikiy (532) e o petroleiro Kola participaram de um execício naval intenso no Mar do Norte e em áreas próximas do Reino Unido. As implantações podem ter sido uma resposta à navegação de navios de guerra dos EUA, britânicos e noruegueses para o Mar de Barents pela primeira vez após a Guerra Fria, no início de 2020. O contratorpedeiro Severomorsk, acompanhado pelo petroleiro Sergey Osipov também estava ativo na área, e pouco depois o contratorpedeiro Vice-Almirante Kulakov, acompanhado pelo petroleiro Akademik Pashin e pelo navio de inteligência Viktor Leonov. O Vice-Almirante Kulakov, de forma incomum, navegou a oeste do Reino Unido, na área onde a Marinha Russa não estava ativa desde 2009 (em 2012 houve uma escala amigável do Vice-Almirante Kulakov para Cork ). Os navios russos na área incluíam também o submarino Staryy Oskol, o rebocador Kapitan Guryev e o navio patrulha Vasily Bykov.

### 2021
Durante os exercícios de fevereiro r março da Frota do Báltico, as corvetas Boikiy (532), e Soobrazitelnyy (531), Steregushchiy (530) estiveram ativas no Mar Báltico, junto com a fragata Yaroslav Mudry, as corvetas anti-navio Mytishchy, Sovetsk, Odintsovo, Zelenyy Dol, Serpukhov, Morshansk, Zarechnyy,Passat, corvetas anti-submarinas Aleksin e Kabardino-Balkariya, LSTs Minsk e Korolyov, petroleiro Aleksandr Grebenshchikov, rebocador Anatoly Ptytsyn, navio de pesquisa Sibiryakov, caça-minas e outros navios. As tripulações dos navios de guerra conduziram disparos de artilharia contra alvos que simulavam navios de guerra inimigos e armas de ataque aéreo.

### 2022
Em Janeiro de 2022, as corvetas Stoikiy (545) e Soobrazitelnyy (531) partiram da base naval de Baltiysk para uma implantação de longa distância. Como parte da implantação de longa distância, as duas corvetas realizaram exercícios navais no Atlântico fora de a ZEE irlandesa juntamente com outros navios e depois visitou a Argélia.

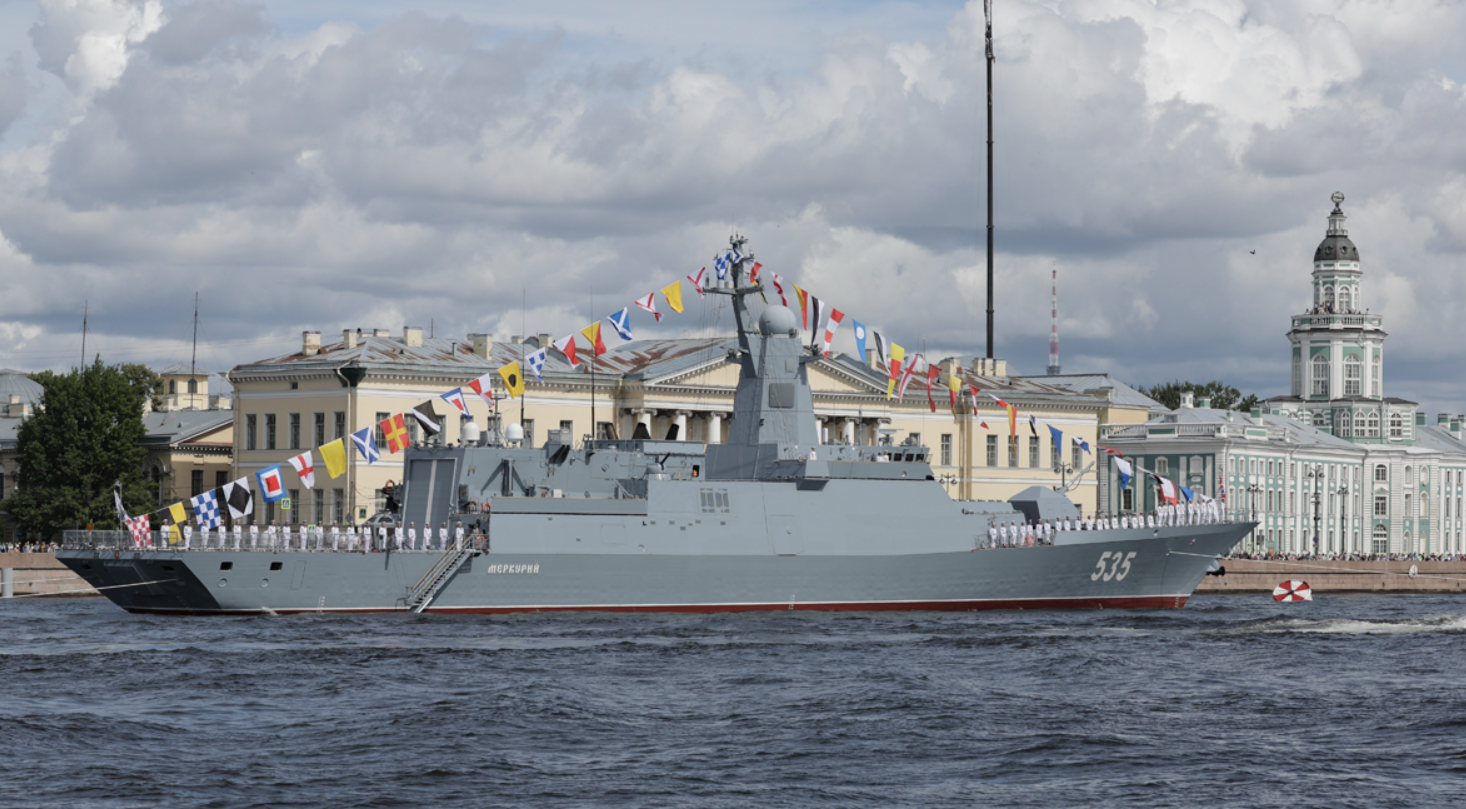
Corveta Merkury (535) no desfile naval em São Petersburgo. Julho de 2022

Em Fevereiro de 2022 as corvetas Sovershennyy (333) e Geroy Rossiyskoy Federatsii Aldar Tsydenzhapov (339) da frota do Pacífico e 18 outros navios de combate e navios de abastecimento, incluindo a corveta Gremyashchiy do Projeto 20385, a fragata Marechal Shaposhnikov, o navio anti-submarino Almirante Panteleyev e embarcação de comando Marechal Krylov realizaram exercícios navais em campos de treinamento no Mar do Japão e no Mar de Okhotsk.
Do dia 21 a 27 de dezembro de 2022, as corvetas Geroy Rossiyskoy Federatsii Aldar Tsydenzhapov (339) e Sovershennyy (333) em conjunto com o destróier russo Marechal Shaposhnikov e o carro-chefe da Frota do Pacífico , o cruzador russo Varyag (1983), realizaram exercícios conjuntos no Mar da China Oriental com a Marinha Chinesa.

## Navios
| Nome                                           | Casco Não. | Construtores                        | Batimento de quilha     | Lançado                | Comissionado            | Frota     | Status                                                  |
| ---------------------------------------------- | ---------- | ----------------------------------- | ----------------------- | ---------------------- | ----------------------- | --------- | ------------------------------------------------------- |
| Steregushchiy                                  | 530        | Severnaya Verf , São Petersburgo    | 21 de dezembro de 2001  | 16 de maio de 2006     | 28 de fevereiro de 2008 | báltico   | Relatado em modernização e reequipamento de atualização |
| Soobrazitelny                                  | 531        | Severnaya Verf, São Petersburgo     | 20 de maio de 2003      | 31 de março de 2010    | 14 de outubro de 2011   | báltico   | Ativo                                                   |
| Boikiy                                         | 532        | Severnaya Verf, São Petersburgo     | 27 de julho de 2005     | 15 de abril de 2011    | 16 de maio de 2013      | báltico   | Ativo                                                   |
| Sovershennyy                                   | 333        | Estaleiro Amur , Komsomolsk-on-Amur | 30 de junho de 2006     | 22 de maio de 2015     | 20 de julho de 2017     | Pacífico  | Ativo                                                   |
| Stoikiy                                        | 545        | Severnaya Verf, São Petersburgo     | 10 de novembro de 2006  | 30 de maio de 2012     | 18 de julho de 2014     | báltico   | Ativo                                                   |
| Gromky                                         | 335        | Estaleiro Amur, Komsomolsk-on-Amur  | 17 de fevereiro de 2012 | 28 de julho de 2017    | 25 de dezembro de 2018  | Pacífico  | Ativo                                                   |
| Merkury                                        | 734        | Severnaya Verf, São Petersburgo     | 20 de fevereiro de 2015 | 12 de março de 2020    | 13 de maio de 2023      | Mar Negro | Ativo; implantado no Mediterrâneo em outubro de 2023    |
| Strickt                                        |            | Severnaya Verf, São Petersburgo     | 20 de fevereiro de 2015 | 06.2019                | 12.2024                 | Mar Negro | Em construção                                           |
| Geroy Rossiyskoy Federatsii Aldar Tsydenzhapov | 339        | Estaleiro Amur, Komsomolsk-on-Amur  | 22 de julho de 2015     | 12 de setembro de 2019 | 25 de dezembro de 2020  | Pacífico  | Ativo                                                   |
| Rezkiy                                         | 343        | Estaleiro Amur, Komsomolsk-on-Amur  | 1º de julho de 2016     | 1º de julho de 2021    | 14 de setembro de 2023  | Pacífico  | Ativo                                                   |
| Terrível                                       |            | Estaleiro Amur, Komsomolsk-on-Amur  | 23 de agosto de 2021    |                        | 2026                    | Pacífico  | Em construção                                           |
| Braviy                                         |            | Estaleiro Amur, Komsomolsk-on-Amur  | 29 de setembro de 2021  |                        | 2026                    | Pacífico  | Em construção                                           |